# Хондурас на Олимпијским играма
Хондурас се први пут појавио на Олимпијским играма 1968. године, паузирали су свега два пута, 1972. и 1980. године, после тога Хондурас је слао своје спортисте на све наредне касније одржане Летње олимпијске игре.
На Зимским олимпијским играма Хондурас је први и једини пут учествовао 1992. године. Представници Хондураса су закључно са Олимпијским играма одржаним 2016. године у Рио де Жанеироу нису освојили ни једну олимпијску медаљу.
Национални олимпијски комитет Хондураса (Comité Olímpico Hondureño) је основан 1956. а признат од стране Међународног олимпијског комитета исте године.

## Медаље

### Освојене медаље на ЛОИ
| Учешће и освојене медаље Хондураса на ЛОИ |                          |                          |                          |                          |                          |                          |                          |                          |                          |                          |
| ЛОИ                                       | Носилац заставе          | Учешће                   | Муш.                     | Жене                     | спорт.                   | Злато                    | Сребро                   | Бронза                   | Укупно                   | Ранг                     |
| 1968. Мексико Сити                        |                          |                          |                          |                          |                          | 0                        | 0                        | 0                        | 0                        |                          |
| 1972. Минхен                              | Хондурас није учествовао | Хондурас није учествовао | Хондурас није учествовао | Хондурас није учествовао | Хондурас није учествовао | Хондурас није учествовао | Хондурас није учествовао | Хондурас није учествовао | Хондурас није учествовао | Хондурас није учествовао |
| 1976. Монтреал                            |                          |                          |                          |                          |                          | 0                        | 0                        | 0                        | 0                        |                          |
| 1980. Москва                              | Хондурас није учествовао | Хондурас није учествовао | Хондурас није учествовао | Хондурас није учествовао | Хондурас није учествовао | Хондурас није учествовао | Хондурас није учествовао | Хондурас није учествовао | Хондурас није учествовао | Хондурас није учествовао |
| 1984. Лос Анђелес                         |                          |                          |                          |                          |                          | 0                        | 0                        | 0                        | 0                        |                          |
| 1988. Сеул                                |                          |                          |                          |                          |                          | 0                        | 0                        | 0                        | 0                        |                          |
| 1992. Барселона                           |                          |                          |                          |                          |                          | 0                        | 0                        | 0                        | 0                        |                          |
| 1996. Атланта                             |                          |                          |                          |                          |                          | 0                        | 0                        | 0                        | 0                        |                          |
| 2000. Сиднеј                              |                          |                          |                          |                          |                          | 0                        | 0                        | 0                        | 0                        |                          |
| 2004. Атина                               |                          |                          |                          |                          |                          | 0                        | 0                        | 0                        | 0                        |                          |
| 2008. Пекинг                              |                          |                          |                          |                          |                          | 0                        | 0                        | 0                        | 0                        |                          |
| 2012. Лондон                              |                          |                          |                          |                          |                          | 0                        | 0                        | 0                        | 0                        |                          |
| 2016. Рио де Жанеиро                      |                          |                          |                          |                          |                          | 0                        | 0                        | 0                        | 0                        |                          |
| 2020. Токио                               |                          |                          |                          |                          |                          |                          |                          |                          |                          |                          |
| 2024. Париз                               |                          |                          |                          |                          |                          |                          |                          |                          |                          |                          |
| 2028. Лос Анђелес                         | предстојећи догађај      |                          |                          |                          |                          |                          |                          |                          |                          |                          |
| 2032. Бризбејн                            | предстојећи догађај      |                          |                          |                          |                          |                          |                          |                          |                          |                          |
| Укупно                                    |                          |                          |                          |                          |                          | 0                        | 0                        | 0                        | 0                        |                          |

### Освојене медаље на ЗОИ
| Учешће и освојене медаље Костарике на ЗОИ |                          |                          |                          |                          |                          |                          |                          |                          |                          |                          |
| ЛОИ                                       | Носилац заставе          | Учешће                   | Муш.                     | Жене                     | спорт.                   | Злато                    | Сребро                   | Бронза                   | Укупно                   | Ранг                     |
| 1992. Албервил                            |                          |                          |                          |                          |                          | 0                        | 0                        | 0                        | 0                        |                          |
| 1994. Лилехамер                           | Хондурас није учествовао | Хондурас није учествовао | Хондурас није учествовао | Хондурас није учествовао | Хондурас није учествовао | Хондурас није учествовао | Хондурас није учествовао | Хондурас није учествовао | Хондурас није учествовао | Хондурас није учествовао |
| 1998. Нагано                              | Хондурас није учествовао | Хондурас није учествовао | Хондурас није учествовао | Хондурас није учествовао | Хондурас није учествовао | Хондурас није учествовао | Хондурас није учествовао | Хондурас није учествовао | Хондурас није учествовао | Хондурас није учествовао |
| 2002. Солт Лејк Сити                      | Хондурас није учествовао | Хондурас није учествовао | Хондурас није учествовао | Хондурас није учествовао | Хондурас није учествовао | Хондурас није учествовао | Хондурас није учествовао | Хондурас није учествовао | Хондурас није учествовао | Хондурас није учествовао |
| 2006. Торино                              | Хондурас није учествовао | Хондурас није учествовао | Хондурас није учествовао | Хондурас није учествовао | Хондурас није учествовао | Хондурас није учествовао | Хондурас није учествовао | Хондурас није учествовао | Хондурас није учествовао | Хондурас није учествовао |
| 2010. Ванкувер                            | Хондурас није учествовао | Хондурас није учествовао | Хондурас није учествовао | Хондурас није учествовао | Хондурас није учествовао | Хондурас није учествовао | Хондурас није учествовао | Хондурас није учествовао | Хондурас није учествовао | Хондурас није учествовао |
| 2018. Пјонгчанг                           |                          |                          |                          |                          |                          |                          |                          |                          |                          |                          |
| 2014. Сочи                                |                          |                          |                          |                          |                          |                          |                          |                          |                          |                          |
| 2022. Пекинг                              |                          |                          |                          |                          |                          |                          |                          |                          |                          |                          |
| 2026. Милано и Кортина                    | предстојећи догађај      |                          |                          |                          |                          |                          |                          |                          |                          |                          |
| 2030. Француски Алпи                      | предстојећи догађај      |                          |                          |                          |                          |                          |                          |                          |                          |                          |
| 2034. Солт Лејк Сити                      | предстојећи догађај      |                          |                          |                          |                          |                          |                          |                          |                          |                          |
| Укупно                                    |                          |                          |                          |                          |                          | 0                        | 0                        | 0                        | 0                        |                          |